# غاردنر سبيرز
غاردنر سبيرز (بالإنجليزية: Gardner Speirs)‏ هو لاعب كرة قدم ومدرب كرة قدم بريطاني، ولد في 14 أبريل 1963 في أردري ‏ في المملكة المتحدة. لعب مع دونفرملين أثلتيك ونادي سانت ميرين ونادي كيلمارنوك ونادي هارتلبول يونايتد.

## وصلات خارجية
- غاردنر سبيرز على موقع قاعدة بيانات كرة القدم.إي يو (الإنجليزية)
- غاردنر سبيرز على موقع Soccerbase.com (مدرب) (الإنجليزية)